# Puente de Trift
El puente de Trift es el puente peatonal suspendido más largo de los Alpes, con una longitud de 170 metros, atravesando una altura de 100 metros.

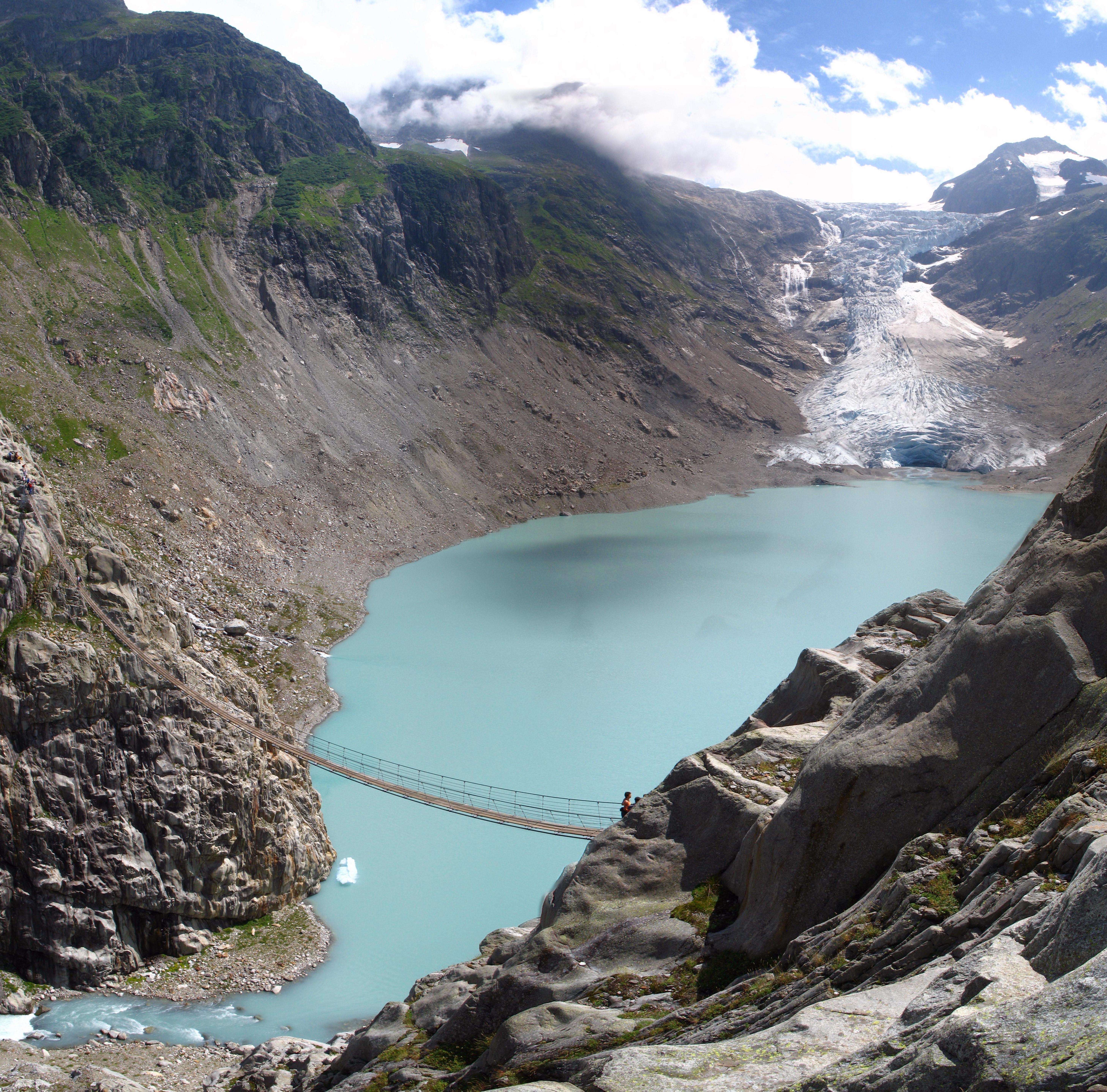
Antiguo puente de Trift y el glaciar al fondo, verano de 2007.

El puente cruza el lago de Trift, próximo a Gadmen, Suiza, en una zona que cuenta con 20.000 visitantes anuales que acuden a ver el Glaciar de Trift. Existía un puente previo, construido en 2004. El actual fue inaugurado el 12 de junio de 2009 y completado en tan solo seis semanas.